# Over There
Over There é uma música que foi popular nos Estados Unidos durante a Primeira Guerra Mundial e a Segunda Guerra Mundial escrita por George Cohan e Cantada por Nora Bayes.

## História
Cohan escreveu-o depois de saber que os EUA tinham abandonado a sua política de não intervencionismo e planeavam entrar na Primeira Guerra Mundial ao lado das Potências Aliadas. Foi revivido em várias ocasiões durante e após a Segunda Guerra Mundial. Não foi muito utilizado durante a Guerra do Vietnã, mas tem sido usado desde os ataques terroristas de 11 de setembro.

## Ver também

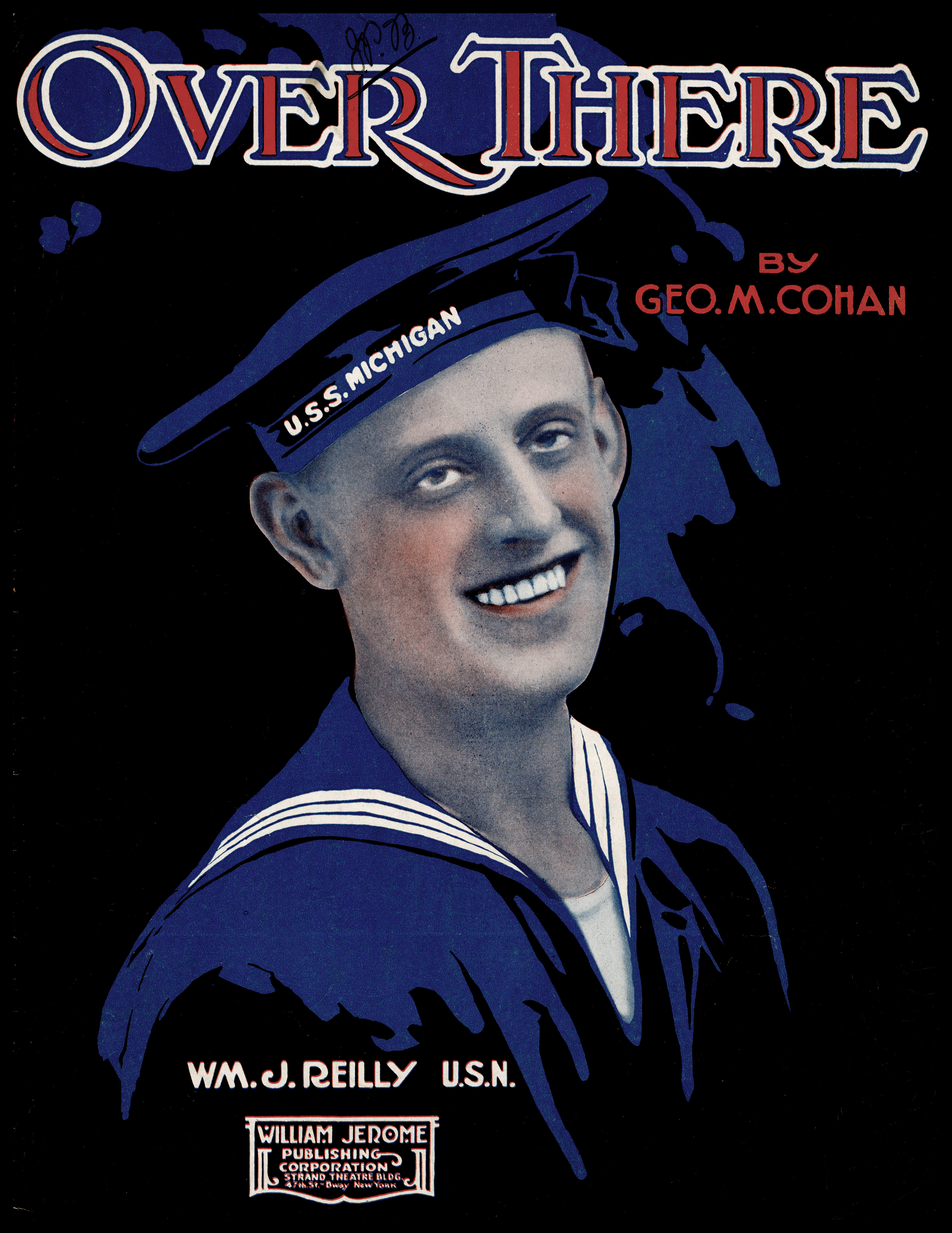
Partituras de 1917 com o marinheiro William J. Reilly do USS Michigan